# Coppa Europa di maratona

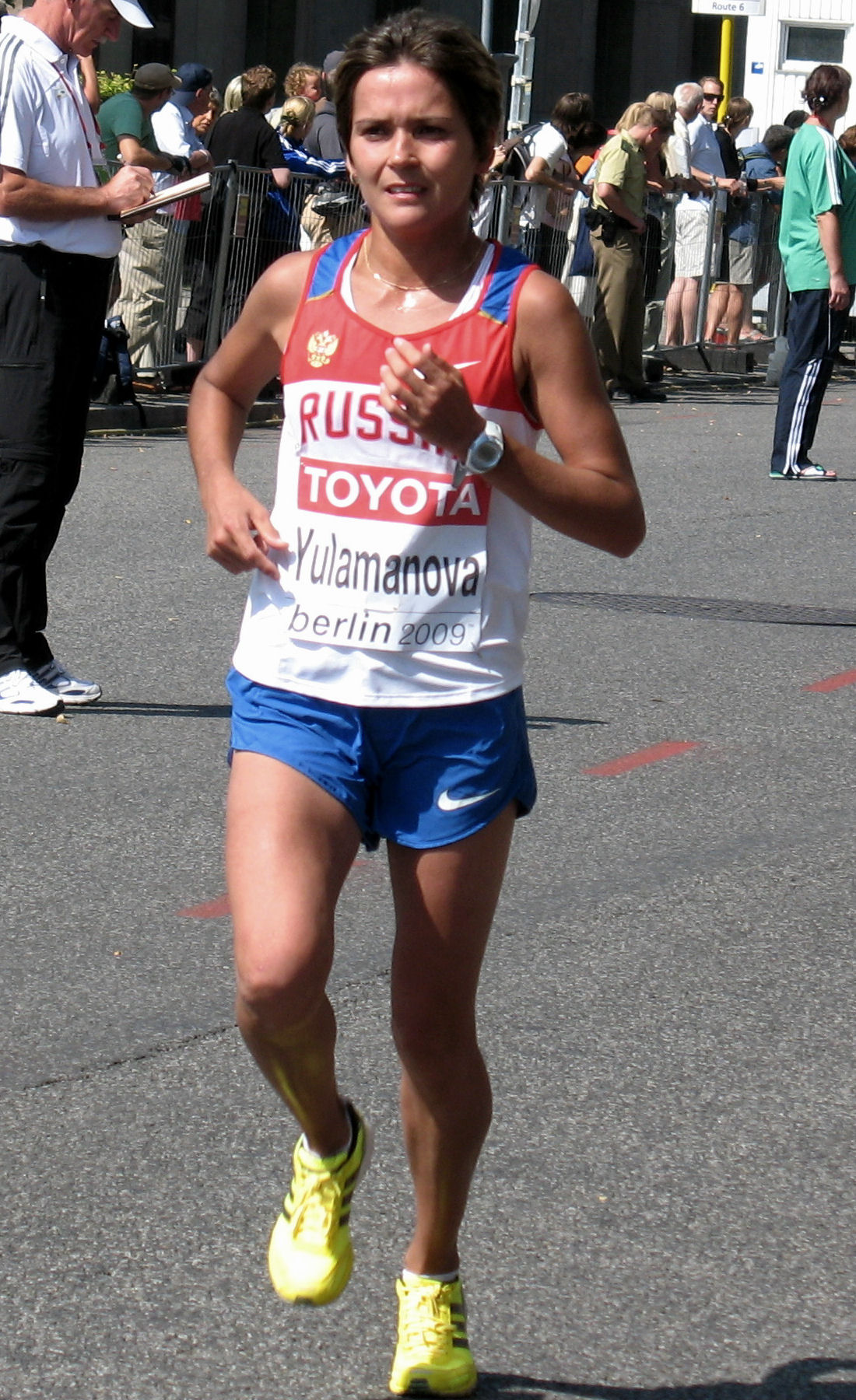
La maratoneta russa Nailya Yulamanova, 2ª nell'edizione 2006, ma in seguito squalificata per doping

La Coppa Europa di maratona si svolge in concomitanza dei Campionati europei di atletica leggera dall'edizione di Helsinki 1994, tuttavia le prime quattro edizioni della manifestazione (1981, 1983, 1985 e 1988), si erano disputate separatamente dalla rassegna continentale.

## Sistema di punteggio
Fino al 1988 i punteggi della classifica venivano calcolati sommando il numero del piazzamento di ciascun concorrente (la nazione col punteggio più basso risultava la vincitrice), dal 1994 invece viene sommato il tempo dei primi tre classificati di ogni squadra, potendo ogni nazionale schierare un massimo di sei elementi al via della competizione (diversamente da quanto avviene per il campionato europeo, nel quale la manifestazione è inserita, ove il massimo numero di atleti schierabili è tre).

## Albo d'oro

### Uomini
L'Italia è la nazione che vanta più successi (quattro) nella Coppa Europa maschile.
| Anno | Sede              |                                                                                               |                                                                                            |                                                                                              |
| ---- | ----------------- | --------------------------------------------------------------------------------------------- | ------------------------------------------------------------------------------------------ | -------------------------------------------------------------------------------------------- |
| 2022 | Monaco di Baviera | Israele 2. Maru Teferi 3. Gashau Ayale 7. Yimer Getahun                                       | Germania 1. Richard Ringer 4. Amanal Petros 16. Johannes Motschmann                        | Spagna 6. Ayad Lamdassem 12. Jorge Blanco 14. Daniel Mateo                                   |
| 2018 | Berlino           | Italia 3. Yassine Rachik 5. Eyob Faniel 12. Stefano La Rosa                                   | Spagna 4. Javier Guerra 6. Jesús España 16. Camilo Raúl Santiago                           | Austria 8. Lemawork Ketema 10. Peter Herzog 41. Christian Steinhammer                        |
| 2014 | Zurigo            | Russia 3. Aleksey Reunkov 11. Stepan Kiselev 21. Sergey Rybin                                 | Francia 6. Abdellatif Meftah 13. Jean-Domascene Habarurema 15. Benjamin Malaty             | Svizzera 5. Viktor Röthlin 9. Tadesse Abraham 23. Christian Kreienbühl                       |
| 2010 | Barcellona        | Spagna 2. José Manuel Martínez 5. Pablo Villalobos 6. Rafael Iglesias                         | Russia 3. Dmitrij Safronov 9. Aleksej Sokolov 15. Oleg Kulkov                              | Italia 4. Ruggero Pertile 7. Migidio Bourifa 11. Ottaviano Andriani                          |
| 2006 | Göteborg          | Italia 1. Stefano Baldini 5. Francesco Ingargiola 11. Danilo Goffi                            | Portogallo 8. Alberto Chaíça 10. Luís Jesus 15. Hélder Ornelas                             | Russia 6. Dmitriy Semyonov 13. Dmitriy Burmakin 17. Grigoriy Andreyev                        |
| 2002 | Monaco di Baviera | Spagna 3. Julio Rey 5. Alberto Juzdado 6. Alejandro Gómez                                     | Italia 4. Daniele Caimmi 10. Migidio Bourifa 12. Alberico Di Cecco                         | Portogallo 23. José Santos 27. Manuel Pita 29. António Sousa                                 |
| 1998 | Budapest          | Italia 1. Stefano Baldini 2. Danilo Goffi 3. Vincenzo Modica                                  | Spagna 4. Julio Rey 5. Alejandro Gómez 6. Antoni Peña                                      | Portogallo 9. João Lopes 10. António Salvador 15. Paulo Catarino                             |
| 1994 | Helsinki          | Spagna 1. Martín Fiz 2. Diego García 3. Alberto Juzdado                                       | Portogallo 6. Antonio Rodrigues 7. Manuel Matias 9. António Pinto                          | Francia 10. Dominique Chauvelier 11. Noureddine Sobhi 18. Bruno Le Stum                      |
| 1988 | Huy               | Unione Sovietica 1. Ravil Kashapov                                                            | Francia 3. Alain Lazare                                                                    | Belgio                                                                                       |
| 1985 | Roma              | Germania Est (32 punti) 1. Michael Heilmann 3. Jörg Peter                                     | Francia (36 punti) 2. Jacques Lefrand                                                      | Italia (38 punti) 4. Alessio Faustini 7. Gelindo Bordin 13. Aldo Fantoni 14. Loris Pimazzoni |
| 1983 | Laredo            | Germania Est (22 punti) 1. Waldemar Cierpinski 2. Jürgen Eberding                             | Italia (28 punti) 3. Gianni Poli 4. Marco Marchei 8. Giampaolo Messina 13. Antonio Erotavo | Spagna (45 punti)                                                                            |
| 1981 | Agen              | Italia (30 punti) 1. Massimo Magnani 8. Giampaolo Messina 9. Gianni Poli 12. Armando Scozzari | Unione Sovietica (72 punti)                                                                | Polonia (80 punti)                                                                           |

### Donne
La Russia (in precedenza Unione Sovietica) e l'Italia sono le nazioni che vantano più successi (tre per parte) nella Coppa Europa femminile.
| Anno | Sede              | | | |
| ---- | ----------------- | --- | --- | --- |
| 2022 | Monaco di Baviera | Germania 4. Miriam Dattke 6. Domenika Mayer 10. Deborah Schöneborn                                                                           | Spagna 11. Marta Galimany 16. Irene Pelayo 18. Elena Loyo                                                                        | Polonia 1. Alexandra Lisowska 19. Angelika Mach 26. Monika Jackiewicz                                                        |
| 2018 | Berlino           | Bielorussia 1. Vol'ha Mazuronak 4. Maryna Damanzevitsch 5. Nastassja Ivanova 12. Nina Savina                                                 | Italia 6. Sara Dossena 8. Catherine Bertone 14. Fatna Maraoui 46. Laura Gotti                                                    | Spagna 9. Trihas Gebre 13. María Azucena Díaz 23. Elena Loyo 24. Marta Galimany                                              |
| 2014 | Zurigo            | Italia 2. Valeria Straneo 6. Anna Incerti 12. Nadia Ejjafini 14. Emma Quaglia 16. Deborah Toniolo 40. Rosaria Console                        | Portogallo 3. Jéssica Augusto 15. Filomena Costa 20. Marisa Barros rit. Doroteia Peixoto                                         | Russia 11. Natalya Puchkova 17. Albina Mayorova 23. Gulnara Vygovskaya 35. Nadezhda Leontyeva                                |
| 2010 | Barcellona        | Russia 2. Nailya Yulamanova 9. Irina Timofeyeva 11. Silviya Skvortsova 28. Yevgeniya Danilova 29. Margarita Plaksina rit. Tatyana Pushkareva | Italia 3. Anna Incerti 8. Rosaria Console 10. Deborah Toniolo                                                                    | Regno Unito 14. Michelle Ross-Cope 16. Susan Partridge 20. Holly Rush 21. Helen Decker 24. Rebecca Robinson 25. Jo Wilkinson |
| 2006 | Göteborg          | Italia 5. Bruna Genovese 7. Deborah Toniolo 8. Giovanna Volpato 9. Anna Incerti 21. Marcella Mancini rit. Rosaria Console                    | Russia | Germania |
| 2002 | Monaco di Baviera | Germania | Russia | - |
| 1998 | Budapest          | Russia 2. Madina Biktagirova 7. Lyubov Morgunova 8. Yelena Razdrogina 9. Lyudmila Petrova 18. Irina Timofeyeva                               | Italia 3. Maura Viceconte 4. Franca Fiacconi 19. Gigliola Borghini 24. Francesca Zanusso 30. Paola Vignati rit. Patrizia Ritondo | Germania |
| 1994 | Helsinki          | Italia 2. Maria Curatolo 4. Ornella Ferrara 8. Rosanna Munerotto 9. Anna Villani 21. Bettina Sabatini rit. Laura Fogli                       | Romania | Francia |
| 1988 | Huy               | Unione Sovietica | Francia | Germania Est |
| 1985 | Roma              | Germania Est | Italia 6. Laura Fogli 7. Emma Scaunich 9. Rita Marchisio 20. Paola Moro 22. Stefania Colombo                                     | Unione Sovietica |

## Il caso dell'edizione 2006
La maratoneta russa Nailya Yulamanova, giunse al 2º posto e la sua nazionale si aggiudicò l'edizione 2006, soprattutto grazie a questo piazzamento, salvo poi essere squalificata per doping, il che portò alla restituzione della medaglia europea a vantaggio della italiana Anna Incerti. il cui bronzo fu trasformato in argento , ma curiosamente ciò non comportò l'avanzamento del team azzurro anche nella gara a squadre.